# Stone Butch Blues
Stone Butch Blues é um romance de ficção histórica escrito por Leslie Feinberg sobre a vida como uma lésbica butch na América nos anos 1970. Embora fictício, o trabalho também se inspira na própria vida de Feinberg, descrevendo como sua "chamada para a ação". É frequentemente discutido como um trabalho difícil, mas essencial para as comunidades LGBT, já que "nunca se esquiva de retratar o antissemitismo, classismo, homofobia, animosidade anti-butch e transfobia que a protagonista Jess Goldberg enfrentava diariamente— mas também mostra o poder curativo do amor e do ativismo político".

## Resumo do enredo
A narrativa de Stone Butch Blues segue a vida de Jess Goldberg, que cresceu em uma área da classe trabalhadora no interior do estado de Nova York na década de 1940. Seus pais, frustrados com a inconformidade de gênero de Jess, internam-na em uma ala psiquiátrica por três semanas. Quando chega à puberdade e sente o peso da diferença de gênero, Jess fica sabendo de um bar gay com um colega de trabalho. Lá, ela conhece drag queens, butches e femmes. Butch Al e Jacqueline acolhem Jess e a ensinam sobre papéis e cultura lésbica. Depois de uma batida policial, o bar fecha e Jess perde contato com Butch Al e Jacqueline. Na escola, jogadores de futebol assediam Jess, atacando-a e estuprando-a em grupo. Traumatizada, ela sai da escola no dia seguinte, fazendo as malas e fugindo de casa para um bar lésbico, onde uma butch, Toni, se oferece para deixar Jess dormir em seu sofá.
Jess encontra seu lugar na comunidade lésbica de Buffalo enquanto os policiais continuam a invadir bares gays. Jess é presa, espancada e estuprada por eles. Em um estado traumatizado, Jess e Toni brigam, e Jess fica sem casa novamente. Ela é acolhida por Angie, uma mulher trabalhadora do sexo. Os dois têm uma conversa íntima e depois sexo. Quando Angie tenta tocá-la, Jess se encolhe. Angie identifica Jess como uma stone butch, garantindo a Jess que não há nada de errado em sê-la.
Jess consegue um emprego em uma fábrica e se envolve em organização sindical, mas é alienada por colegas de trabalho. Um homem bloqueia intencionalmente a máquina de Jess, ferindo gravemente Jess e deixando-a desempregada. Em seu próximo trabalho, Jess conhece Theresa. Theresa é demitida após se opor a seu chefe por assediá-la sexualmente, e Jess começa a namorá-la. Com Theresa, Jess amadurece, aprende a assumir responsabilidades nos relacionamentos e suaviza seu exterior pedregoso. Jess propõe, e eles são casados não oficialmente no bar, uma drag queen liderando a procissão.
Os policiais continuam os ataques e a retaliação aumenta, a multidão inspirada pela rebelião de Stonewall. Jess e os outros são presos, espancados e estuprados pela polícia. Theresa, que cuida de Jess após as incursões, vai a encontros feministas, onde outros tratam seu amor por butches como uma traição à causa feminista. Enquanto isso, Jess fala longamente sobre sua confusão de gênero, não se sentindo nem homem nem mulher. Theresa fica confusa e encoraja Jess a esquecer, mas as duas discutem sobre o sexo de Jess. Jess descobre e decide fazer a transição médica. Theresa desaprova e eles se separam.
Jess começa a tomar testosterona, faz uma cirurgia de reconstrução do tórax e começa a se passar por homem. Embora aliviada por estar mais segura em público, Jess tem sentimentos complexos sobre sua perda de visibilidade como lésbica. Ela convida Annie, uma barista, e eles têm um encontro na casa de Annie. Antes de fazerem sexo, Jess calça o cinto sem que Annie perceba, passando efetivamente por homem durante o encontro. No dia seguinte, Jess acompanha Annie a um casamento, onde Annie faz vários comentários homofóbicos. Horrorizado com o uso de calúnias e insinuações de Annie de que gays são criminosos sexuais, Jess vai embora.
Depois de anos passando como homem, Jess parou de tomar testosterona. Ela não se passa mais como masculina e se sente cada vez mais confortável em seu corpo inconformado de gênero. Depois de encontrar Theresa e seu novo parceiro em um supermercado, Jess decide que precisa deixar Buffalo e se mudar para Nova York. Ela se move ao lado de Ruth, uma drag queen e mulher trans. Eles desenvolvem uma amizade amorosa e, eventualmente, vão morar juntos. Jess começa a fazer um trabalho ativista na cidade, dando palestras para grandes públicos sobre os direitos queer e trans.
Quando o romance termina, os dois embarcam em uma viagem para visitar os pais de Ruth, e Jess retorna para Buffalo e se reconecta com amigos de seu passado. Jess sente que seu ciclo de vida está se fechando e ela está cheia de esperanças cautelosas em seu futuro com Ruth.

## Recepção e impacto
Stone Butch Blues tem recebido muitos elogios por muitos anos. Laura Sackton, da Book Riot, considerou-o um dos quarenta melhores livros queer de todos os tempos, descrevendo-o como "o tipo de narrativa trans queer de que tanto precisamos: honesta, libertadora e vital". A Biblioteca Pública de Nova York listou-o como um dos 125 livros que eles amam, marcando-o como a vanguarda de um "novo movimento de identidade política transgênero e solidariedade que estava tomando forma na década de 1990". O Guardian também listou Stone Butch Blues como um dos "10 melhores livros transgêneros".
Feinberg cobre tópicos relacionados à organização sindical e ativismo político em sua vida real, tornando Stone Butch Blues uma peça política, além de um trabalho LGBT. O romance também é um trabalho significativo para muitos organizadores de trabalho, listados em Autostraddle como leitura essencial da história do trabalho LGBT. Conforme mencionado por Diane Anderson-Minshall em The Advocate, os relacionamentos de Jess ao longo do romance também destacam o significado histórico das mulheres trabalhadoras do sexo dentro das comunidades lésbicas.
Stone Butch Blues é considerado um clássico cult nas comunidades LGBT e continua a ser popular mais de 30 anos após sua publicação original. Na Biblioteca LGBTQ Michael C. Weidemann, que abriga mais de 9.000 livros, Stone Butch Blues "está sempre sendo verificado". As pessoas LGBT freqüentemente encontram conforto no sentido do romance de "esperança sombria, o cerne da autopreservação queer". No entanto, também foi discutido como um romance que deve ser lido fora da comunidade LGBT, com Josephine Livingstone afirmando " Stone Butch Blues, a pedra angular de sua carreira, é um livro muito bom em qualquer medida", e que vale a pena lendo "se você é de meia-idade ou idoso ou um adolescente que ainda não decidiu o que ser crescer". Após a morte de Feinberg em 2014, o livro recebeu atenção renovada da mídia, mencionado em Slate, The Guardian, CNN, Jezebel e outros.

## História de publicação
O romance foi publicado pela primeira vez pela Firebrand Books em 1993 e adquirido pela Alyson Books em 2003. Uma edição do 20º aniversário foi lançada em 2014. Uma edição gratuita de e-book está atualmente disponível no site de Leslie Feinberg. Feinberg solicitou que a edição do 20º aniversário fosse disponibilizada gratuitamente como "parte de toda a sua vida de trabalho como comunista para 'mudar o mundo' na luta por justiça e libertação da opressão".

## Prêmios
O livro foi finalista do Prêmio Literário Lambda de 1994 na categoria Ficção Lésbica e compartilhou o prêmio na categoria Livros da Pequena Imprensa com Sojourner: Vozes Negras Gays na Era da AIDS. Ele também ganhou o prêmio de livro de gays e lésbicas da American Library Association em 1994 (agora o prêmio de livro Stonewall).

## Temas principais
Stone Butch Blues é mais comumente descrito como uma narrativa queer. Às vezes, é visto como pós-moderno por causa das maneiras como apresenta o gênero como um significante sem um referente fixo no corpo, e da maneira como a identidade de Jess divide as categorias de masculino e feminino. Como tal, trata-se também de cruzar fronteiras e buscar um lar. Jay Prosser escreve que, "Jess não se sente em casa em seu corpo feminino no mundo e tenta refazê-lo com hormônios e cirurgia." Por causa de sua masculinidade, ela também não se sente em casa em sua comunidade de origem, e assim a busca pelo lar também se torna um tema. Enquanto as mudanças físicas ajudam Jess a se sentir mais em casa em seu corpo, Jess tem maior dificuldade em encontrar um lar no mundo. Em última análise, o livro assume uma posição de apoio a coalizões.
A identidade massacrante de Jess ilumina até que ponto o trauma sexual pode afetar a subjetividade sexual de uma pessoa. A primeira menção da identidade stone butch de Jess ocorre em seu primeiro encontro sexual com Angie, que diz a Jess que ela está "já stone" depois que Jess reage negativamente às tentativas de Angie de tocá-la de maneira sexual. Antes desse encontro, Jess foi estuprada por garotos de sua idade e por policiais. Jess admite para Angie que foi ferida, mas não pode discutir os detalhes. Sua dificuldade de se abrir para as mulheres, tanto sexual quanto emocionalmente, é um sinal do trauma sexualizado que ela vivencia tanto em tenra idade quanto ao longo de sua vida por meio da brutalidade policial.
Stone Butch Blues também é um romance da classe trabalhadora. Grande parte da ação ocorre dentro das fábricas em Buffalo, NY. O romance envolve uma grande organização sindical e discute o tratamento dado à classe trabalhadora. Feinberg também mostra como gênero e classe se cruzam para moldar a identidade de Jess, retratando seu desconforto com as feministas de classe média que desdenham as identidades butch e femme que são padrões da própria comunidade de classe trabalhadora de Jess. Cat Moses escreve que " Stone Butch Blues é informado por um anseio subjacente pelo desenvolvimento de uma consciência de classe revolucionária entre o proletariado, através das divisões raciais e de gênero."

## Traduções
Stone Butch Blues foi traduzido para o chinês, russo, alemão, italiano, hebraico, esloveno, basco, francês e espanhol.